# Victor Vroonen
Victor Vroonen, né le 1er avril 1876 à Kozen, est un pilote de moto belge. 
Il gagne les éditions 1928 et 1929 de Bol d'or, sur une Gillet-Herstal 500.